# Riksutställningar
Riksutställningar var en svensk statlig förvaltningsmyndighet, som sorterade under Kulturdepartementet med uppdraget att främja utveckling och samarbete inom utställningsområdet. Försöksverksamheten med Riksutställningar startades 1965 och myndigheten lades ned den 31 maj 2017.

## Uppdrag
Riksutställningar hade till uppgift att främja utveckling och samarbete på utställningsområdet. Myndigheten skulle i sin verksamhet prioritera barn och ungdomar samt den samtida konstens utveckling och spridning i landet. Riksutställningar hade också till uppgift att integrera ett jämställdhets-, mångfalds- och barnperspektiv samt ett internationellt och interkulturellt utbyte och samarbete. Riksutställningars uppdrag styrdes av regeringen genom en förordning och ett regleringsbrev. I Riksutställningars uppdrag ingick att myndigheten särskilt skulle:  
1. samla in och förmedla kunskaper och erfarenheter samt erbjuda teknik- och metodstöd till sådana arrangörer och producenter av utställningar och utställare som antingen har ett offentligt uppdrag eller arbetar på ideell basis, och
2. stödja produktion och förmedling av turnerande utställningar i syfte att ge perspektiv på samtiden och samhällsutvecklingen.[1]

I regleringsbrevet stod att Riksutställningar har en utvecklande funktion som i samverkan med museer och andra utställningsaktörer ska utarbeta former för en ökad samverkan som rör utåtriktat och pedagogiskt arbete. Arbetet ska vara inriktat på utveckling av utställningsområdet genom att bedriva nationell och internationell omvärldsanalys, kunskapsutveckling och ge tekniskt stöd till aktörer inom utställningsområdet. Riksutställningar ska arbeta med barn- och ungdomsstrategin, den unga publikens behov och insatser för att öka den unga publiken samt ökad tillgänglighet för personer med funktionsnedsättning.
I regleringsbrevet för 2015 fick Riksutställningar i uppdrag att ta fram en plan för hur myndigheten avser utveckla arbetet med jämställdhetsintegrering i syfte att verksamheten ska bidra till att nå både de jämställdhetspolitiska målen och de nationella kulturpolitiska målen. 

## Historik

Foto från utställningen Kropp, Mode, Kläder (1972).

Myndigheten startade som försöksverksamhet i mitten av 1960-talet. År 1965 tillsatte regeringen utredningen MUS-65 (1965 års musei- och utställningssakkunniga) för att studera museers och utställningars roll i samhället. Riksutställningar inrättades som en försöksverksamhet till stöd för utredningens arbete för att undersöka hur kultur kunde förmedlas med hjälp av vandringsutställningar.  Riksutställningars första utställning var 100 år Nationalmuseum som invigdes 1966 på länsmuseet i Örebro. Konst i Skolan och Riksförbundet för bildande konst gick samman med Riksutställningar 1967. Under åren 1966–2011 producerade myndigheten ett stort antal vandringsutställningar i olika former som turnerade i Sverige.

### Flytt till Visby
År 2007 flyttades myndigheten från Stockholm till Visby. Regeringens beslut 2005 att flytta Riksutställningar mötte kritik, bland annat därför att det fattades utan remissomgång. Hanteringen av beslutet anmäldes till Konstitutionsutskottet, som dock konstaterade att vad som framkommit i granskningen inte kunde ligga till grund för annan bedömning än att regeringsformens beredningskrav hade blivit uppfyllt. Utskottet noterade samtidigt att beredningen av ärendet framstod som anmärkningsvärt forcerad. Kritiker menade att flytten till Gotland skulle fördyra och försvåra verksamheten och minska möjligheten för kulturinstitutioner att besöka Riksutställningar. 

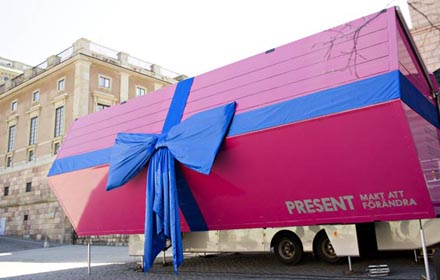
Riksutställningars mobila utställningsrum 2012.

Riksutställningars uppdrag förändrades under perioden 2007–2011. Från att tidigare ha handlat om produktion och förmedling av vandringsutställningar till att från och med 2011 helt handla om att främja utveckling och samarbete på utställningsområdet.

## Nedläggning
I utredningen Ny museipolitik, SOU 2015:89, som framlades i oktober 2015, föreslogs att Riksutställningar ska läggas ned, och insparade medel bland annat skulle användas för inrättandet av en ny museimyndighet. Beslutet blev att Riksutställningar skulle läggas ner den 31 maj 2017. Från och med den 1 juni 2017 har Riksantikvarieämbetet ett utökat uppdrag där bland annat museifrågorna ingår, vilket innefattar ett främjande av utveckling och samarbete inom utställningsområdet för Sveriges museer. Delar av museiverksamheten i Sverige har kritiserat nedläggningen av Riksutställningar.